# Madame Web (filme)
Madame Web (bra: Madame Teia; prt: Madame Web) é um filme de super-herói americano baseado no personagem da Marvel Comics de mesmo nome, produzido pela Columbia Pictures e Di Bonaventura Pictures. Distribuído pela Sony Pictures Releasing, pretende ser o quarto filme do Universo Homem-Aranha da Sony (SSU). Foi dirigido por S. J. Clarkson, tendo a diretora também escrito o roteiro do filme juntamente com Claire Parker, Burk Sharpless e Matt Sazama, esses dois últimos sendo igualmente co-responsáveis com Kerem Sanga pela criação da história do filme, que é estrelado por Dakota Johnson no papel-título.
A Sony começou o desenvolvimento de um filme baseado na Madame Web para seu universo compartilhado em setembro de 2019, com Sharpless e Sazama contratados para escrever um roteiro. Clarkson ingressou no projeto em maio de 2020, e Johnson foi escalado no início de 2022, seguido por elencos adicionais nos meses seguintes. As filmagens começaram em meados de Julho de 2022, ocorrendo em Boston e em todo Massachusetts até setembro, antes de filmar em Nova Iorque e no México, para uma conclusão esperada em meados de outubro.
Madame Web foi lançado nos Estados Unidos em 14 de fevereiro de 2024. Quando foi lançado nos cinemas, o filme, num primeiro momento, não foi bem, tendo obtido uma bilheteria baixa e sido muito atacado pela crítica especializada. Entretanto, o filme fez sucesso quando foi lançado nos serviços de streaming, onde obteve uma recepção mais positiva e ficou em primeiro lugar por muitas semanas.

## Elenco
- Dakota Johnson como Cassandra "Cassie" Web / Madame Teia: Uma paramédica desajeitada em Manhattan que, após um acidente, desenvolve habilidades psíquicas como clarividente que lhe permitem ver eventos futuros dentro do "mundo das aranhas", e é uma heroína relutante.
- Sydney Sweeney como Julia Carpenter / Mulher-Aranha[13]
- Celeste O'Connor como Mattie Franklin / Mulher-Aranha[14]
- Isabela Merced como Anya Corazon / Araña[14]
- Tahar Rahim como Ezekiel Sims / Zeke: Um explorador que, enquanto acompanha a mãe de Cassie durante sua pesquisa sobre aranhas antes de sua morte, está em busca de uma tribo secreta na floresta amazônica no Peru.
- Mike Epps como O'Neil[15]
- Emma Roberts como Mary Parker[16]
- Adam Scott como Ben Parker: Um paramédico fez parceria com Cassie.[17]
- Zosia Mamet como Amaria: Uma assistente de pesquisa de Sims no futuro.[17]

## Produção

### Desenvolvimento
Após seu trabalho no filme Morbius (2022), baseado na Marvel Comics, parte do Universo Homem-Aranha da Sony (SSU), a Sony Pictures contratou Matt Sazama e Burk Sharpless em setembro de 2019 para escrever um roteiro centrado no personagem Madame Web. O vice-presidente executivo da Sony, Palak Patel, estava supervisionando o projeto. Kerem Sanga já havia escrito um rascunho para o filme. Em maio de 2020, S. J. Clarkson foi contratada para desenvolver e dirigir o primeiro filme da Marvel centrado em mulheres da Sony, que foi relatado como Madame Web. O estúdio estava procurando por uma atriz proeminente como Charlize Theron ou Amy Adams no projeto, antes de contratar um novo escritor para desenvolver o filme com ela em mente. Depois de se reunir com vários "A-listers" para o papel-título, a Sony estreitou sua lista durante dezembro de 2021 e janeiro de 2022. Dakota Johnson se tornou a favorita no final de 2021 e estava em negociações para estrelar como Madame Web no início de fevereiro. Clarkson foi confirmada para dirigir Madame Web naquela época. Em março, Sydney Sweeney foi escalada para o filme ao lado de Johnson. Justin Kroll, do Deadline Hollywood, descreveu o projeto como sendo "a versão da Sony do Doutor Estranho (2016)" devido às habilidades de quadrinhos de Madame Web, embora ele tenha notado que o filme pode estar se afastando do material de origem, já que a versão em quadrinhos de Madame Web é uma mulher idosa. chamada Cassandra Webb, conectada a um sistema de suporte à vida que parece uma teia de aranha. Kroll observou por causa disso que o filme supostamente poderia "se transformar em outra coisa". Grant Hermanns da Screen Rant observou especulações sobre se Johnson estava interpretando Cassandra Webb ou a iteração mais jovem de Julia Carpenter do personagem. Um mês depois, a Sony deu a Madame Web uma data de lançamento para 7 de julho de 2023 e confirmou que Johnson e Sweeney estrelariam o filme.  A Di Bonaventura Pictures co-produz o filme ao lado da Columbia Pictures, com Lorenzo di Bonaventura, Erik Howsam e Patel atuando como produtores.

### Pré-produção
Em maio de 2022, o CEO e presidente da Sony Pictures, Tom Rothman, afirmou que as filmagens começariam "na primavera", e Celeste O'Connor foi escalada para o filme, que foi descrito como uma história de origem para o personagem titular. Em junho, Isabela Merced, Tahar Rahim e Emma Roberts também se juntaram ao elenco, Sabina Graves do Gizmodo opinou que as outras atrizes poderiam estar interpretando personagens "mais reconhecíveis" como Jessica Drew / Mulher-Aranha e Gwen Stacy em uma "reimaginação" do quadrinho do Aranhaverso. O filme foi relatado como "algo mais sob o disfarce" do personagem Madame Web. Até então, as filmagens estavam programadas para começar em meados de julho de 2022, Sweeney disse que estava "prestes a" começar a filmar", enquanto Johnson estava treinando antes de começar a filmar em julho. Mike Epps se juntou ao elenco naquele mês.

### Filmagens
As filmagens principais começaram em 11 de julho de 2022, no distrito financeiro de Boston até 14 de julho, com cenas modelando a cidade de Nova York dos anos 2000. Naquela época, Adam Scott havia se juntado ao elenco, e a data de lançamento do filme foi adiada para 6 de outubro de 2023. As filmagens também ocorrerão em outras áreas na costa sul de Massachusetts, incluindo um antigo hangar da Estação Aérea Naval de South Weymouth. As filmagens ocorrem usando o título de trabalho Claire. As filmagens em Massachusetts, particularmente para a unidade de Boston, durarão três meses até setembro de 2022. A produção foi filmada em Nova York e no México, para uma conclusão esperada em 18 de outubro.

## Lançamento
Madame Web estreou no Regency Village Theatre em Westwood, Los Angeles, em 12 de fevereiro de 2024, e foi lançado nos Estados Unidos em 14 de fevereiro de 2024, em IMAX. Anteriormente, estava agendado para 7 de julho de 2023, depois para 6 de outubro de 2023, e para 16 de fevereiro de 2024.
Em Portugal e no Brasil, foi lançado em 14 de fevereiro de 2024. Anteriormente, estava agendado para ser lançado nesses países em 15 de fevereiro de 2024.

## Recepção
Madame Web foi recebido de forma muita negativa pela crítica especializada, que tacharam o filme como uma "bagunça embaraçosa" e o "pior filme de quadrinhos" até aquele momento. No site agregador de críticas Rotten Tomatoes, 13% das 232 resenhas dos críticos são positivas, com uma classificação média de 3,4/10. O consenso do site diz: "A abordagem séria de Madame Web à história de origem do personagem-título tem um certo apelo, mas seu enredo previsível e execução desigual tornam a aventura de super-herói esquecível." O Metacritic, que usa uma média ponderada, atribuiu ao filme uma pontuação de 26 em 100, baseado em 51 críticos, indicando críticas "geralmente desfavoráveis". O público pesquisado pelo CinemaScore deu ao filme uma nota média de "C+", em uma escala de A+ a F.
Nos cinemas, o filme teve uma bilheteria de U$ 100,4 milhões, considerada baixa, uma vez que o orçamento foi de U$ 80 milhões e nem todo o dinheiro das bilheterias vai para o estúdio. Foi também uma das bilheterias mais baixas dos últimos filmes de super-herói. Destes U$ 100,4 milhões, U$ 43,8 milhões foram nos Estados Unidos e U$ 56,6 milhões em outros países.
Em 5 de março de 2024, a atriz Dakota Johnson, protagonista de Madame Web, criticou o filme, dizendo que não estava surpresa com o fraco desempenho nas bilheterias porque o filme é "algo detonado". As declarações de Johnson incomodaram os produtores da Sony.
Apesar das críticas negativas e do desempenho ruim nas bilheterias, o filme fez sucesso quando foi lançado nos serviços de streaming. Nos Estados Unidos, Madame Web obteve mais de 10 milhões de visualizações apenas na primeira semana na Netflix. Após a estreia no Max, o filme chegou a ficar em primeiro lugar na lista de filmes mais assistidos no streaming por várias semanas, desempenho muito diferente dos cinemas.